# 阿知使主
阿知使主，亦作阿智使主、阿知吉師，三世纪至四世纪人。应神天皇二十年（太康十年）九月帶儿子都加使主（都賀使主）与族人由百济東渡日本，自稱汉灵帝曾孫。墾居在大和國高市郡一帶，成为大和王权中的地方官東汉氏始祖。
日本的高橋氏、原田氏、大藏氏、秋月氏、江上氏、坂上氏、志賀氏、樱井氏、木津氏等多為阿知王後嗣。東汉駒与遣隋使中的福因、坂上苅田麻呂、坂上田村麻呂是他的後代。在天武天皇时代，東汉氏被授新姓忌寸。